# Dalton (Lancashire)
Dalton é uma vila e paróquia civil em West Lancashire, Inglaterra, próximo a Skelmersdale e ao sul do rio Douglas. Dalton foi listada no Domesday Book e, logo após a conquista normanda da Inglaterra, tornou-se parte do Baronato de Manchester. Continuou sendo parte do feudo de Manchester até 1733. De acordo com o Censo de 2001, sua população naquele ano era de apenas 348 habitantes, aumentando para 383 no Censo de 2011.
A paisagem local é dominada por Ashurst, uma colina que se eleva 570 pés (170 m) acima do nível do mar e é coroada pelo farol de Ashurst. O farol já fez parte de uma liga de revezamento que se estendia de Everton Brow, acima de Liverpool, até o Castelo de Lancaster, que existia (embora não fosse usado) durante a Guerra Anglo-Espanhola de 1585. Sua estrutura atual data de cerca de 1800, quando o proprietário de terras local Sir William Ashurst decidiu que um farol mais permanente era necessário para as Guerras Napoleônicas que se aproximavam .
- Commons